# Liste der Baudenkmale in Oldenburg (Oldb) – Pferdemarkt
In der Liste der Baudenkmale in Oldenburg (Oldb) – Pferdemarkt stehen alle Baudenkmale in der Straße Pferdemarkt in Oldenburg (Oldb).  Die Quelle der IDs und der Beschreibungen ist der Denkmalatlas Niedersachsen.
Der Stand der Liste ist das Jahr 2022.

## Allgemein
In den Spalten befinden sich folgende Informationen:
- Lage: die Adresse des Baudenkmales und die geographischen Koordinaten. Kartenansicht, um Koordinaten zu setzen. In der Kartenansicht sind Baudenkmale ohne Koordinaten mit einem roten Marker dargestellt und können in der Karte gesetzt werden. Baudenkmale ohne Bild sind mit einem blauen Marker gekennzeichnet, Baudenkmale mit Bild mit einem grünen Marker.
- Bezeichnung: Bezeichnung des Baudenkmales
- Beschreibung: die Beschreibung des Baudenkmales. Unter § 3 Abs. 2 NDSchG werden Einzeldenkmale und unter § 3 Abs. 3 NDSchG Gruppen baulicher Anlagen und deren Bestandteile ausgewiesen.
- ID: die Objekt-ID des Baudenkmales
- Bild: ein Bild des Baudenkmales, ggf. zusätzlich mit einem Link zu weiteren Fotos des Baudenkmals im Medienarchiv Wikimedia Commons. Wenn man auf das Kamerasymbol klickt, können Fotos zu Baudenkmalen aus dieser Liste hochgeladen werden:

Zurück zur Hauptliste
| Lage                                      | Bezeichnung                                    | Beschreibung | ID       | Bild |
| ----------------------------------------- | ---------------------------------------------- | --- | -------- | ---- |
| Pferdemarkt 7 53° 8′ 46″ N, 8° 12′ 42″ O  | Wohnhaus                                       | An der Südwestecke des Pferdemarkts. Zweigeschossiger Putzbau von sechs Achsen unter Walmdach. Rechts Eingang, darüber hochrechteckiges Treppenfenster. Links davon Ladeneinbau. Auf jeder Seite Schleppgaupe. Sparsame Putzgliederung: horizontales Gesims (rechts nach unten gezogen), Inschrift „Rosenbohm“ und an der linken Seite „Möbelhaus Rosenbohm“, horizontale Bänderung an den Gaupen. Rückwärtig zwei große sukzessive Anbauten. Im Kern wohl vor 1836 als Wohnhaus erbaut. Umbau 1897, dabei Laden mit Tischlerwerkstatt eingebaut. 1911 erneuter Umbau mit Werkstatt und Werkshalle, Architekt: Joh. Wempe. 1934 Umgestaltung des Äußeren und Ausbau des Dachgeschosses, Architekt: Mönning | 37444014 | BW   |
| Pferdemarkt 8 53° 8′ 47″ N, 8° 12′ 42″ O  | Maschinenfabrik Meyer                          | Zweigeschossiger Backsteinbau von vier Achsen über Sockelgeschoss unter Walmdach. Eingang auf der linken Seite. Moderne Gaupe. Putzgliederung: geschossteilende Gesimse, Kantenquaderung, Fensterrahmungen, Traufgesims mit Zahnfries. Vorgarten. Erbaut 1897 als Wohnhaus der Maschinenfabrik Meyer. | 37444038 | BW   |
| Pferdemarkt 8 53° 8′ 47″ N, 8° 12′ 41″ O  | Maschinenfabrik Meyer                          | Sogenannte „Mohrmann-Halle“, zweigeschossiger langgestreckter Backsteinbau unter Satteldach. Außengliederung durch Lisenen und Konsolfries unter der Traufe sowie ansteigenden Treppenfries am Giebel. Erbaut 1897–1898 als Maschinenschlosserei hinter dem Wohnhaus Meyer, Architekt: H. Neddersen. Umbauten 1937, 1942 und 1962 (Supermarkt). Heute als „Bauwerk-Halle“ für Ausstellungen genutzt. | 37451385 | BW   |
| Pferdemarkt 11 53° 8′ 48″ N, 8° 12′ 43″ O | Wohnhaus                                       | Giebelständiger eineinhalbgeschossiger Putzbau von vier Achsen über Sockelgeschoss mit Drempel unter Satteldach. Mittig Sockel vorgezogen für Terrasse mit Wintergarten. Auf der rechten Seite zurückgesetzter Vorbau mit Eingang. Putzgliederung: Rustizierung des Sockels, horizontale Fugen, geschossteilende Gesimse, Fensterrahmungen, Brüstungsfelder, am Giebel mittig Pilaster und Gebälk. Vorgarten und eisernen Einfriedung mit massiven Torpfosten. Erbaut 1896. | 37444063 | BW   |
| Pferdemarkt 12 53° 8′ 49″ N, 8° 12′ 43″ O | Militärakademie, heute Standesamt              | An der Ecke zur Johannisstraße. Zweigeschossiger Putzbau von neun Achsen unter Walmdach. Mittig fünfachsiger Risalit, darin mittig Eingang mit Freitreppe, darüber Balkon, als Abschluss flacher Dreiecksgiebel mit Relief. Putzgliederung: geschossteilendes Band, im EG horizontale Fugen, im OG des Risalits Fensterrahmungen, Giebelrelief mit Waffen. Eiserne Balkonbrüstung. Erbaut 1836–1838 als Militärakademie, Architekt: Heinrich Strack. 1848 Umbau zum Landtagsgebäude für das Großherzogtum, ab 1915 Säuglingsheim, 1982–1985 Umbau zum Standesamt. | 37444088 |      |
| Pferdemarkt 14 53° 8′ 50″ N, 8° 12′ 49″ O | Westkaserne, heute Stadtverwaltung und Polizei | Dreiflügelanlage aus Haupttrakt nach Süden und zwei rückwärtigen Flügeln an der Ecke zur Heiligengeiststraße. Zweigeschossiger Putzbau von 19 Achsen unter Schopfwalmdach. Zweieinhalbgeschossiger Mittelrisalit von fünf Achsen mit Attika und flachem Dreiecksgiebel unter Satteldach, darin großes Rundbogenportal in Portalfeld, darüber Dreifenstergruppe, im Giebel Uhr. Sparsame Putzgliederung: Traufgesims (am Risalit als geschossteilendes Gesims), Rahmung des Giebelfelds, am Portalfeld horizontale Fugen. Erbaut 1835–1836 als Westkaserne, Architekten: Carl Slevogt, Heinrich Strack. Bis 1920 militärisch genutzt, 1982–1984 ausgekernt und zum Erweiterungsbau des Rathauses umgebaut. | 37444143 |      |
| Pferdemarkt 15 53° 8′ 49″ N, 8° 12′ 54″ O | Ostkaserne (Garnisonsverwaltung)               | An der Ecke zur Heiligengeiststraße. Winkelförmige Anlage aus einem Südflügel zum Pferdemarkt und einem Westflügel zur Heiligengeiststraße, zwei- bis dreigeschossiger Putzbau mit Werkstein- und Backsteingliederungen über Sockelgeschoss unter Sattel- und Walmdächern. Südfront elfachsig, bestehend aus viergeschossigen Seitenpavillons von zwei Achsen unter Walmdächern und viergeschossigem Mittelpavillon von drei Achsen unter Walmdach, dazwischen dreigeschossig. Dem Mittelpavillon mittig und den Seitenpavillons außen einachsige Risalite vorgelegt, darüber Volutengiebel. Mittig segmentbogiger Eingang. Fenster im Erdgeschoss breit und segmentbogig, im 1. und 2. OG Dreiergruppen von Segmentbogenfenstern in jeder Achse, im 3. OG Dreiergruppen von Rundbogenfenstern. Links zur Heiligengeiststraße durchgängig viergeschossig, 15 engere Achsen (ganz rechte Achse blind), davon die jeweils drei äußeren als Risalite vorspringend mit Volutengiebeln über den inneren beiden Achsen. Mittig Segmentbogenportal mit Rahmung und bekrönendem Oculus. Links rückwärtig moderner Anbau. In Backstein der Sockel, die Fensterrahmungen und Kanten des Gebäudes, in Werkstein geschossteilende Gesimse, Schlusssteine, die Rahmung des Portals an der Heiligengeiststraße mit toskanischen Halbsäulen, Gebälk und Giebel und schließlich die Giebelrahmungen mit Voluten, Kugeln und bekrönendem Dreiecksgiebel. Links und rückwärtig Backsteinmauer mit Portal aus Backsteinpfosten mit Werksteinbekrönungen. Erbaut 1900 als Ersatzbau für die 1896 abgebrannte „Ostkaserne“ von 1819–1820. 1980–1990 Umbau zur Landesbibliothek. | 37444170 |      |
| Pferdemarkt 15b 53° 8′ 51″ N, 8° 13′ 0″ O | Ostkaserne (Kammergebäude, Standortverwaltung) | Dreigeschossiger Putzbau von sieben Achsen über Sockelgeschoss unter Walmdach. Mittig einachsiger Risalit mit Eingang und Treppengiebel. Fenster segmentbogig. Sockel, Kanten, Fensterrahmungen und Rahmung des Giebels in Backstein. Erbaut 1905 zusammen mit der Exerzierhalle und dem Arresthaus (beide Milchstr. 27), Architekt: Koppers. Um 1928 als Finanz- und Zollschule umgenutzt. | 37461008 | BW   |
| Pferdemarkt 15b 53° 8′ 49″ N, 8° 13′ 1″ O | Ostkaserne (Einfriedung)                       | Einfriedung der Ostkaserne inklusive des rückwärtigen Bereichs von Kammergebäude, Arresthaus und Exerzierhalle, zwischen Pferdemarkt / Donnerschweer Straße im Süden und Milchstraße im Norden. Backsteinmauer mit Gliederung aus Lisenen und abschließendem Gesims auf Konsolfries, Pfosten z. T. verputzt. Erbaut 1905. | 37460955 | BW   |
| Pferdemarkt 16 53° 8′ 48″ N, 8° 13′ 0″ O  | Ostkaserne                                     | Winkelförmige Anlage, bestehend aus Südflügel zum Pferdemarkt und rückwärtigem Ostflügel. Dreieinhalbgeschossiger Backsteinbau über Sockelgeschoss mit Mezzanin unter Flachdächern. Südfront mit 23 Achsen, dazu die fünf Achsen der abgeschrägten Ecke im Südosten. Links Risalit von fünf Achsen und rechts Risalit von vier Achsen, an der fünfachsigen Ecke zusätzlicher Mittelrisalit von zwei Achsen, darin Rundbogenportal, in den Seitenteilen segmentbogige Eingänge, alle drei mit Freitreppe. Ecken der Risalite von Echauguetten bekrönt. Fenster im Souterrain und EG segmentbogig, ansonsten rundbogig, jeweils zwei Fensterachsen zusammengezogen, im Mezzanin darauf drei Fenster entfallend. Sparsame Werksteingliederung: Gesims über dem Sockelgeschoss und Sohlbankgesimse im 1. und 3. OG, ansonsten Backsteingliederung: Bänderung des Sockels und des EG, abschließender Rundbogenfries, an den Risaliten als Machicoulis. Erbaut 1883–1886. | 37444198 | BW   |